# Andreas Köstler
Andreas Köstler (* 1962) ist ein deutscher Kunsthistoriker.

## Leben
Er studierte von 1982 bis 1989 Kunstgeschichte, klassische Archäologie und mittelalterliche Geschichte an der Ludwig-Maximilians-Universität München, am Courtauld Institute of Art und an der Universität Hamburg. Von 1989 bis 1991 war er wissenschaftlicher Mitarbeiter am DFG-Projekt „Lothringische Skulptur des 14. Jahrhunderts“ in Saarbrücken. Nach der Promotion 1993 zum Thema „Die Ästhetisierung des Kultraums. Zur Ausstattung der Elisabethkirche in Marburg im 13. und 14. Jahrhundert“ an der Universität Marburg war er von 1996 bis 1997 wissenschaftlicher Mitarbeiter am Kunstgeschichtlichen Seminar in Hamburg. Nach der Habilitation 1997 zum Thema „Place Royale. Metamorphosen einer kritischen Form des Absolutismus“ an der Universität Hamburg war er von 1997 bis 2005 Hochschuldozent am Kunstgeschichtlichen Seminar der Ruhr-Universität Bochum. Seit 2005 ist er Professor für Kunstgeschichte im Institut für Künste und Medien der Philosophischen Fakultät an der Universität Potsdam. Seit 2006 ist er Vertrauensdozent der Friedrich-Ebert-Stiftung. Seit 2012 ist er Vorstandsmitglied der Theodor Fontane Gesellschaft.
Seine Forschungsschwerpunkte sind Funktions- und Ritualgeschichte der mittelalterlichen Sakralarchitektur und ihrer Ausstattung, politische Ikonographie, Urbanistik, Architektur und Skulptur in Frankreich und Deutschland, Sammlung und Musealisierung und Geschichte und Methodenlehre der Kunstgeschichte.